# 克里夫兰县 (阿肯色州)
克里夫蘭縣（英語：Cleveland County）是美国阿肯色州南部的一個縣，面積1,551平方公里。根据2020年美國人口普查，共有人口7,550人。縣治賴森（Rison）。該縣成立於1873年4月17日，原名多爾西縣（Dorsey County），紀念聯邦參議員史蒂芬·W·多爾西（Stephen Wallace Dorsey）；但由於前者被判詐騙郵政局罪名成立，1885年3月5日改名，以紀念新當選的美国总统格罗弗·克利夫兰。